# Matra Murena
Matra Murena — це 3-місний спортивний автомобіль, що випускався французької інженерної групою Matra з 1980 по 1983 рік.
Всього виготовлено 10 680 автомобілів.

## Історія

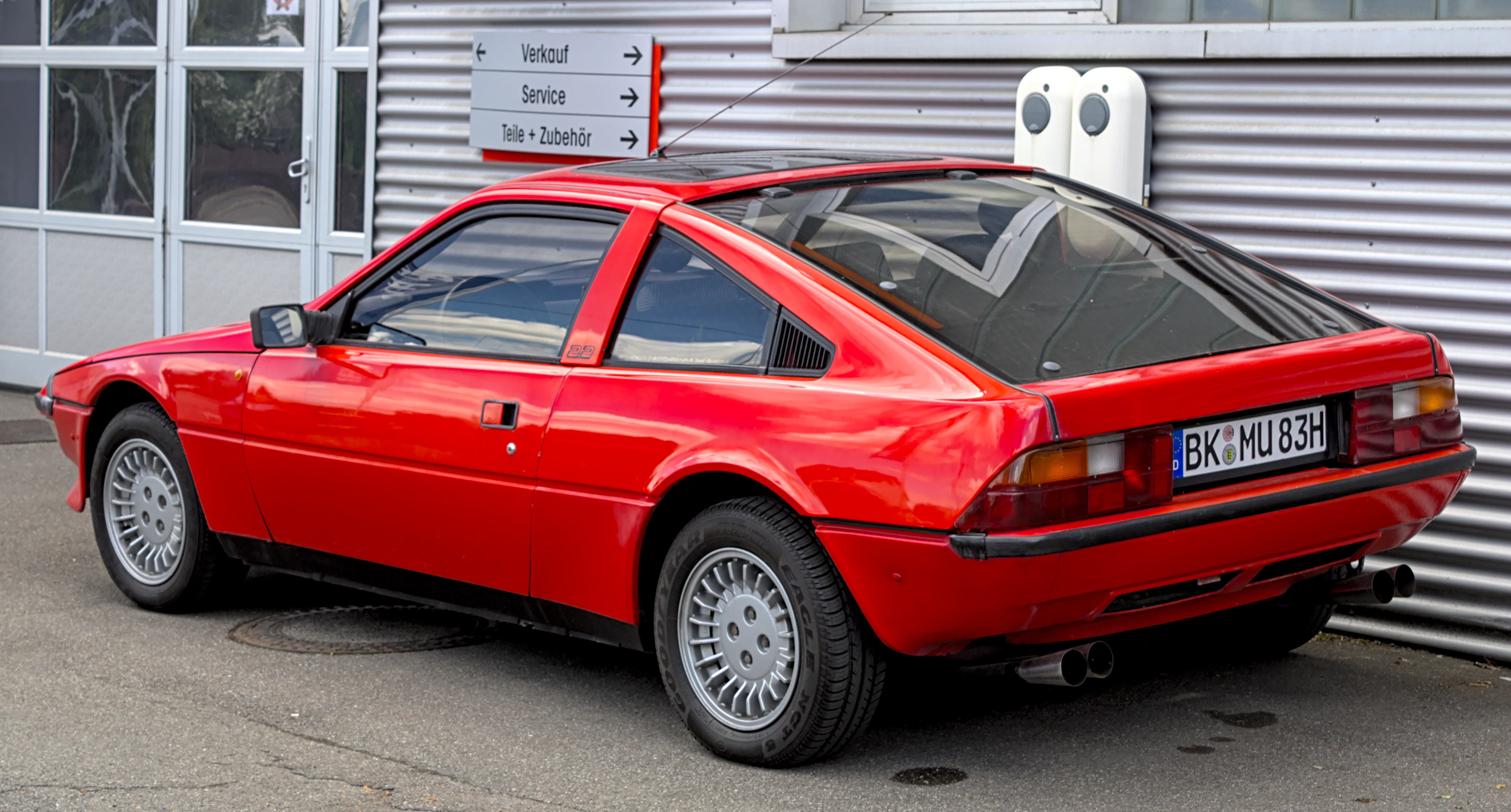

Murena замінила собою модель Matra Bagheera, створену в результаті співпраці Matra і Simca і багато в чому ґрунтувалася на її конструкції. Murena, при розробці отримала індекс «M551», мала ряд істотних змін. Автомобіль як і раніше мав рамну конструкцію з кузовними панелями з скловолокна та поліестеру. Однак на відміну від Bagheera, її рама була повністю оцинкованої для запобігання корозії. Фактично, Murena була першим автомобілем з повністю оцинкованими деталями всієї ходової частини. У поєднанні з композитними панелями, машина мала суттєвої захистом від іржі за винятком важелів задньої підвіски.
Murena успадкувала від своєї попередниці центральне розташування двигуна, що розташовувався позаду пасажирських місць і тип кузова - обтічний 3-дверний хетчбек. Повністю новий, заново спроектований корпус мав дуже хорошими аеродинамічними характеристиками для свого часу. Унікальною особливістю автомобіля був тримісний ряд сидінь - середнє сидіння складалося, утворюючи підлокітник.
Базовим двигуном був 2,2 л мотор виробництва Chrysler France, також встановлюється на представницький седан Talbot Tagora. Цей двигун міг оснащуватися так званим комплектом «S-kit», збільшується потужність до 142 к.с. Спочатку він встановлювався місцевими дилерами, але в подальшому міг бути замовлений прямо з заводу.
Виробництво Matra Murena було припинено в 1983 році, коли завод в Роморантене (Romorantin) перейшов на випуск мінівена Renault Espace.

## Двигуни
- 1.6 L Poissy engine ohv I4
- 2.2 L Type 180 ohc I4